# Góry (powiat braniewski)
Góry – osada w Polsce położona na Równinie Warmińskiej, w województwie warmińsko-mazurskim, w powiecie braniewskim, w gminie Wilczęta.
W latach 1975–1998 miejscowość należała administracyjnie do województwa elbląskiego.